# جان سابث
جان سابث (انگلیسی: Johann Sabath؛ زادهٔ ۴ ژوئن ۱۹۳۹) بازیکن فوتبال اهل آلمان است.
از باشگاه‌هایی که در آن بازی کرده‌است می‌توان به باشگاه فوتبال دویسبورگ و باشگاه فوتبال بوخوم اشاره کرد.